# 크니도스의 사자

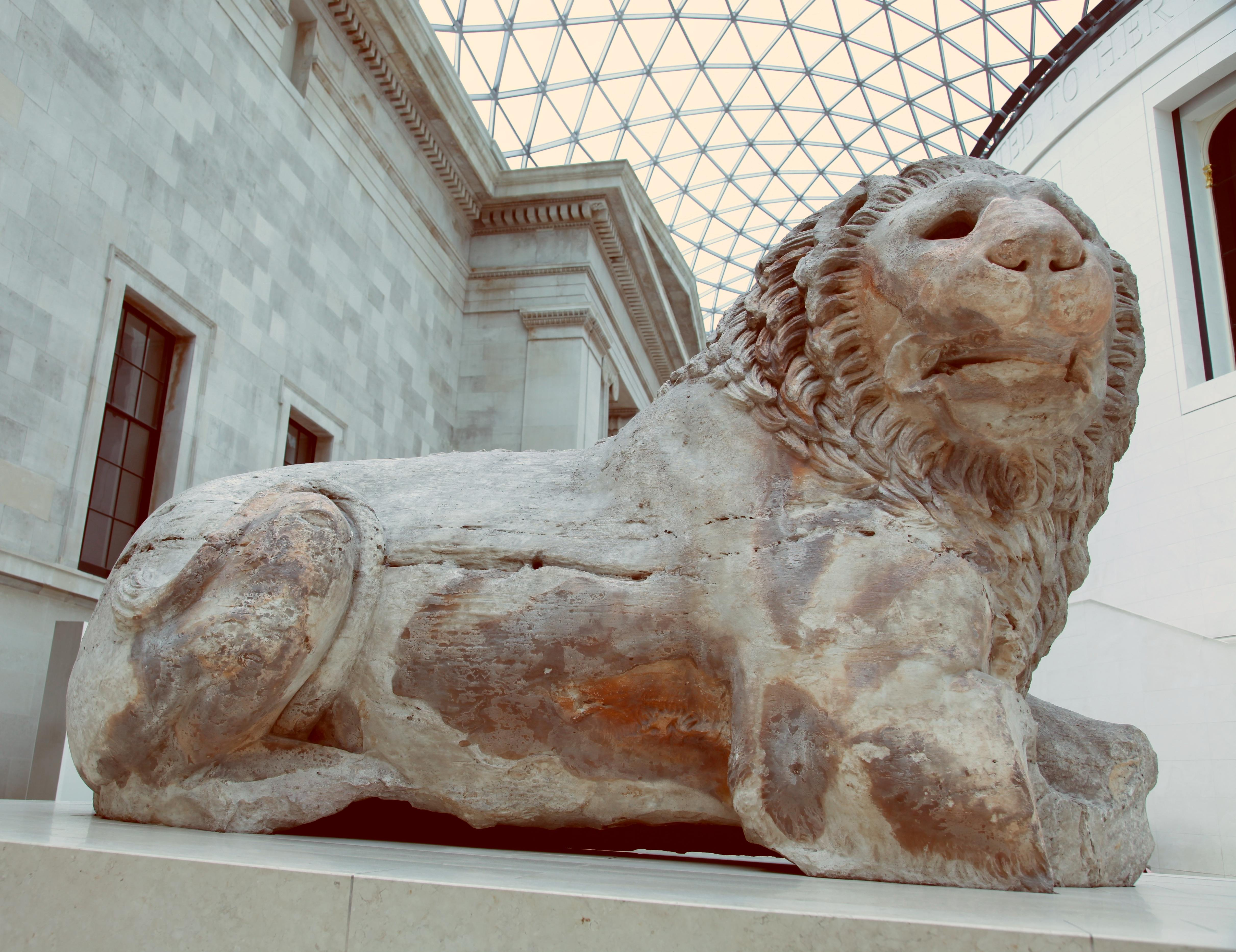
크니도스의 사자

크니도스의 사자(Lion of Knidos)는 거대 고대 그리스 사자상이다. 1858년 크니도스의 고대 항구 근처에서 영국 고고학자들이 처음 발견했다. 고고학자들이 발견하고, 사자상은 대영박물관으로 옮겨졌다. 조각품의 만들어진 연도에 대해 토론은 있지만 대게 기원전 2세기 정도로 추정한다. 2000년 이후, 엘리자베스 2세 여왕 그레이트코트 지붕 아래 플린스 위에 전시되어있다.